# Єва Фелінська
Єва Фелінська (пол. Ewa Felińska; нар. 26 грудня 1793; хутір Узнога Слуцького повіту Мінської губернії — пом. 20 грудня 1859, Воютин Луцького повіту Волинської губернії) — польська письменниця, авторка спогадів, учасниця польського національного визвольного руху та мандрівниця.

## Біографія
Єва Фелінська народилася 1793 року в небагатій шляхетській родині. Батько ― новогрудський адвокат Зигмунд Вендорфф, мати ― Софія Сагайло. Після смерті батька була віддана на виховання багатих родичів у сусіднє село Голіка.
У 18-літньому віці стала дружиною Герарда Фелінського та переїхала в його маєтку Воютин на Волині. В шлюбі Єва народила 10 дітей, проте чотири старших з них померли в ранньому віці. Серед інших трьох синів і трьох дочок виховала майбутнього архієпископа Варшави, святого Римсько-католицької церкви Зигмунта Фелінского і доньку ― Пауліну (1819—1843), дружину художника Адама Шемеша.
Коли помер чоловік, Єва Фелінська в 1833 році переїхала в Кременець, прагнучи дати дітям кращу освіту і виховання. Тут вона зав'язала контакти з головою товариства співдружність польського народу Шимоном Конарским. Стала секретаркою Співдружності, відповідала за іноземну кореспонденцію, створила відділення організації «Жіноча громада». Після розкриття конспіративної мережі, в липні 1838 року Фелінськаябула заарештована і за вироком суду заслана до Березово Тобольської губернії на річці Об.
Єва Фелінська була першою полькою, засланою в Сибір. У 1841 році умови її перебування покращилися після переведення до Саратова на Волзі, де Єва перебувала до 1844 року. Попри антиурядову діяльність, вона була тепло прийнята сім'єю саратовського віцегубернатора К. К. Оде-де-Сіон. Зокрема, дружина останнього Луїза Федорівна допомогла їй після приїзду обставити житло меблями з власних запасів. У Саратові жили її дочка Пауліна і засланий зять Адам Шемеш. При пологах Пауліна померла; Єва Фелінська, що не задовго до цього була звільнена, забрала новонародженого Павлика і відвезла його у Воютині.

## Творчість
Після заслання активно зайнялася літературною творчістю. У «Щоденнику…» часів заслання (опублікований у віленському журналі «Athenaeum», 1846) описала свої враження від природи Західного Сибіру, повстання хантів і ненців під керівництвом Ваулі Пієттоміна, побут і фольклор народів Півночі і Поволжя. Опублікувала у Вільно в 1852—1853 роках польською мовою спогади про своєму «подорожі» в Сибір, життя в Березові і Саратові (перекладені англійською, французькою та данською і сприйняті сучасниками як документ епохи).
У повістях «Герсілія» (1849), «Пан депутат» (1852), «Племінниця та тітка» (1853), у «Спогаді про життя» (1856), (1859—1860) та інших творах показала життя різних верств польського і білоруського суспільства, особливо знаті. «Спогади…», є цінним твором з історії звичаїв на Білорусі, Волині і в Литві кінця XVIII — початку XIX століття. На жаль, смерть у 1859 році не дозволила їй закінчити цю роботу.